# Xã Independence, Michigan
Xã Independence (tiếng Anh: Independence Township) là một xã thuộc quận Oakland, tiểu bang Michigan, Hoa Kỳ. Năm 2010, dân số của xã này là 34.681 người.